# Адміністративний поділ Соломонових Островів
Соломонові Острови в адміністративно-територіальному відношенні поділяються на 9 провінцій. Крім того, столиця країни Хоніара, розташована на острові Гуадалканал, виділяється в особливу адміністративну одиницю - Столична територія.

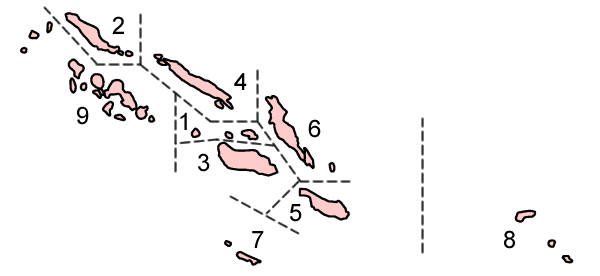
Провінції Соломонових Островів

| №  | Провінція            | Адміністративний центр | Площа, км² | Населення, чел. (2009) | Щільність, чол./км² |
| -- | -------------------- | ---------------------- | ---------- | ---------------------- | ------------------- |
| 1  | Центральна провінція | Тулагі                 | 615        | 26 051                 | 42,36               |
| 2  | Шуазель              | Таро                   | 3 837      | 26 372                 | 6,87                |
| 3  | Гуадалканал          | Хоніара                | 5 336      | 93 613                 | 17,54               |
| 4  | Ісабель              | Буала                  | 4 136      | 26 158                 | 6,32                |
| 5  | Макіра-Улава         | Кіракіра               | 3 188      | 40 419                 | 12,68               |
| 6  | Малаїта              | Аукі                   | 4 225      | 137 596                | 32,57               |
| 7  | Реннелл і Беллона    | Тігоа                  | 671        | 3 041                  | 4,53                |
| 8  | Темоту               | Лата                   | 895        | 21 362                 | 23,87               |
| 9  | Західна провінція    | Гізо                   | 5 475      | 76 649                 | 14,00               |
| 10 | Столична територія   | Хоніара                | 22         | 64 609                 | 2936,77             |
|    | Всього               |                        | 28 400     | 515 870                | 18,16               |

## Історія
В часи британського протекторату, Соломонові Острови були розділені на 12 адміністративних округів: Шуазель, Східні Соломонові острови, Гізо, Гуадалканал, Лорд-Хау, Малаїта, Нггела і Саво, Острови Реннелл і Беллона, Санта-Крус, Шотландс, Сікаїана  (Стюарт), і Ізабел і Кейп Марш. Столицею було місто Тулагі.
Після Другої світової війни вони були об'єднані в чотири округи: Центральний, Західний, Східний і Малалаїта. Далі ці райони поділялися на ради. Столиця була перенесена в Хоніару. Такий адміністративний поділ збереглося і після отримання Соломоновими Островами незалежності в 1978 році.
У 1981 році в ході реформи адміністративно-територіального устрою країна була розділена на 7 провінцій. Збільшення числа адміністративних одиниць з 4 до 7 здійснилося шляхом розділення деяких округів: Центральний округ був розділений на Центральну провінцію, провінції Гуадалканал і Ісабель; Східний округ - на провінції Макіра і Темоту. Два інших округи - Західний і Малалаїта - не були розділені, а тільки перейменовані в провінції. Такий поділ відповідало поділу на ради перед 1981 рокомом.
У 1983 році територія Хоніари (22 км²) була виділена з провінції Гуадалканал і стала окремою Столичною територією. Хоніара при цьому залишилася столицею провінції, в цій якості вона перебуває й досі.
У 1995 році із Західної провінції була виділена провінція Шуазель, а з Центральної провінції - провінція Реннелл і Беллона, в результаті чого провінцій стало 9. Такий поділ зберігається в наш час.